# Città aperta

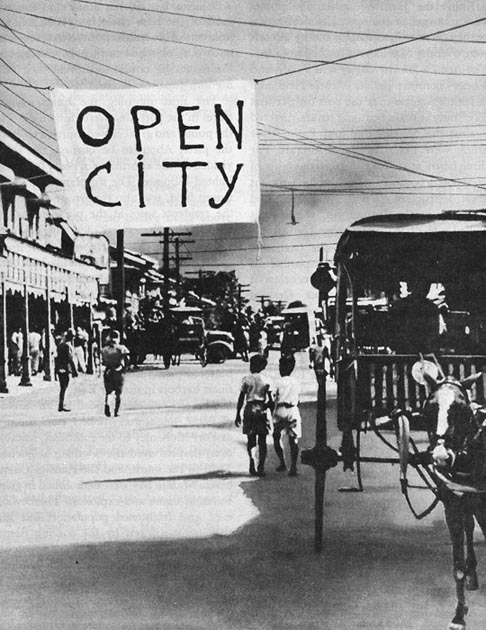
Cartelli annuncianti la proclamazione di Manila come "città aperta", gennaio 1942

In zone di guerra si definisce città aperta una città che, per accordo esplicito o tacito tra le parti belligeranti, rinuncia alla difesa armata e ai combattimenti contro le forze nemiche allo scopo di tutelare la popolazione ed evitare la distruzione. Una volta dichiarata aperta le forze nemiche, secondo le leggi internazionali, sono tenute ad occupare la città senza uso della forza. 
Il divieto di attaccare località non difese venne sancito per la prima volta dalla "Convenzione dell'Aia del 1907 concernente le leggi e gli usi della guerra terrestre e regolamento annesso" (art. 25) la norma venne poi recepita nell'articolo 59 del Protocollo I della Convenzione di Ginevra che stabilisce che è "vietato alle parti in conflitto di attaccare, con qualsiasi mezzo, località non difese."

## Caratteristiche
L'accesso del nemico alla città dichiarata "aperta" non deve incontrare resistenza; secondo il diritto bellico internazionale, infatti, "aperta" significa "aperta all'occupazione da parte del nemico".
Il secondo comma dell'articolo 59 del Protocollo I della Convenzione di Ginevra pone delle condizioni, stabilisce infatti che le autorità competenti possono dichiarare località non difesa un luogo abitato a condizione che:
a) tutti i combattenti, nonché le armi e il materiale militare mobili dovranno essere stati sgomberati;
b) non sarà fatto uso ostile delle installazioni o degli stabilimenti militari fissi;
c) le autorità e la popolazione non commetteranno atti di ostilità;
d) non sarà svolta alcuna attività in appoggio a operazioni militari.
Più volte durante la seconda guerra mondiale alcune città dichiarate aperte furono bombardate. La dichiarazione di "città aperta" riguardante Roma del 14 agosto 1943 fu unilaterale e non venne riconosciuta dagli Alleati, nonostante la presenza del Vaticano, che poteva conferire alla capitale italiana il privilegio di "città santa", perché i tedeschi opposero resistenza fino all'ultimo all'ingresso di truppe nemiche nella città stessa. Di conseguenza, gli Alleati bombardarono Roma altre 51 volte dopo il 14 agosto, fino al 4 giugno 1944.
Ben diverso fu il caso di Belgrado, che fu bombardata il 6 aprile 1941 dalla Luftwaffe, nonostante l'avvenuta dichiarazione di città aperta fosse stata seguita dall'evacuazione della città da parte dell'esercito jugoslavo.

## Città aperte durante la seconda guerra mondiale
Tra le città dichiarate aperte durante la seconda guerra mondiale ricordiamo:
- Cracovia divenne località non difesa (a parte alcune piccole unità) quando la sesta divisione di fanteria polacca si spostò dalla città nei pressi della foresta di Niepołomice. Il sindaco di Cracovia dichiarò la città aperta il 5 settembre 1939. Le armate tedesche entrarono nella città il giorno successivo.[3]
- Bruxelles fu dichiarata città aperta dal governo belga il 17 maggio del 1940 durante l'Invasione tedesca del Belgio e fu occupata poi dalle truppe tedesche.[4]
- Parigi fu dichiarata città aperta il 12 giugno del 1940 nel corso della Campagna di Francia quando il governo fu spostato a Bordeaux, le truppe tedesche entrarono nella città il 14 giugno.[5]
- Belgrado venne dichiarata città aperta il 5 aprile del 1941 dal regno di Jugoslavia poco prima dell'invasione tedesca. La Wehrmacht non rispettò lo status e nel corso dell'Operazione Castigo bombardò pesantemente la città dal 6 al 12 aprile.[6]
- Atene fu dichiarata città aperta dalle autorità tedesche l'11 ottobre 1944.[7]
- Amburgo fu dichiarata città aperta il 3 maggio 1945 dai tedeschi e immediatamente occupata dalla British Army.[8]
- Manila fu dichiarata città aperto il 26 dicembre del 1941 dal generale statunitense Douglas MacArthur durante l'invasione giapponese delle Filippine.[9] Le forze armate statunitensi usavano però la città per scopi logistici.[10] Per questo motivo l'esercito imperiale giapponese ignorò la dichiarazione e bombardò la città.[11]
- Batavia (l'attuale Giacarta) fu dichiarata città aperta il 5 marzo del 1942 dopo l'evacuazione delle ultime unità delle forze armate delle Indie Orientali Olandesi, l'esercito giapponese occupò la città il giorno successivo.[12]
- Firenze fu dichiarata città aperta dall'esercito tedesco nel luglio 1944, ma non lo fu mai.
- Roma fu dichiarata unilateralmente città aperta il 14 agosto 1943, ma solo dalle autorità italiane: i tedeschi, di fatto, non ratificarono mai la dichiarazione, e approfittarono invece della ritornata tranquillità dopo le resistenze iniziali all'occupazione. L'occupazione tedesca di Roma città aperta, infatti, se risparmiò (da parte tedesca) il patrimonio storico e architettonico della città, fu però durissima per la popolazione (deportazioni di militari italiani e degli ebrei, la prigione di via Tasso, le Fosse Ardeatine, ecc.). Le forze alleate entrarono nella capitale italiana nel giugno 1944.
- Orvieto fu considerata città aperta con documento del comandante tedesco in campo, accettato dalla controparte inglese, il giorno 14 giugno 1944.
- Chieti fu considerata città aperta (24 marzo 1944), grazie soprattutto alle richieste dell'arcivescovo di Chieti Giuseppe Venturi e del prefetto di Chieti Giuseppe Girgenti al comando tedesco a Roma, contestualmente alla perdita di importanza strategica del fronte adriatico della linea Gustav rispetto alla direttrice tirrenica (da Ortona a Cassino).

## Filmografia
- Roma città aperta di Roberto Rossellini (1945)